# Vietnam Hello Bye Bye Ok
|  | Denne artikel er oprettet af botten PalnaBot ud fra en ekstern database. Den kan derfor have sproglige fejl eller mangler. Denne skabelon kan fjernes efter kontrol af indholdet. |

Vietnam Hello Bye Bye Ok er en film instrueret af Erik Pauser, Cecilia E. Parsberg.

## Handling
Materialet til installationen er indspillet i Vietnam. En videosløjfe med to sekvenser danner en suggestiv og rytmisk enhed, som skifter mellem følelsen af at være jaget og at have mulighed for kontakt. Installationen kredser om emner som fremmedhed og skyld, om at være betragter eller betragtet, om at kunne mødes eller ej. Alt udspiller sig med Vietnam som baggrund, et land som er os ubekendt og velkendt.